# Phlox diffusa
Espèce
Classification phylogénétique
Phlox diffusa, parfois dénommé le Phlox diffus, est une espèce de plantes à fleurs de la famille des Polemoniaceae présente dans les régions montagneuses de l'ouest de l'Amérique du Nord.

## Habitat
Cet orophyte se rencontre de la Californie jusque dans la province canadienne de Colombie-Britannique et plus à l'est, de l'Alberta jusqu'au Nouveau-Mexique. La plante pousse jusque dans les zones alpines en haute montagne et est ainsi présente au sein du parc national Olympique.

## Description
C'est une plante vivace. Vu la rigueur du climat de montagne, la plante est très petite et est présente sous forme de touffes compactes au ras du sol. Les feuilles ne dépassent pas 1,5 cm de long. 
La fleur a une corolle rose ou bleue avec cinq pétales de moins d'un centimètre de long.